# Himalájai füzike

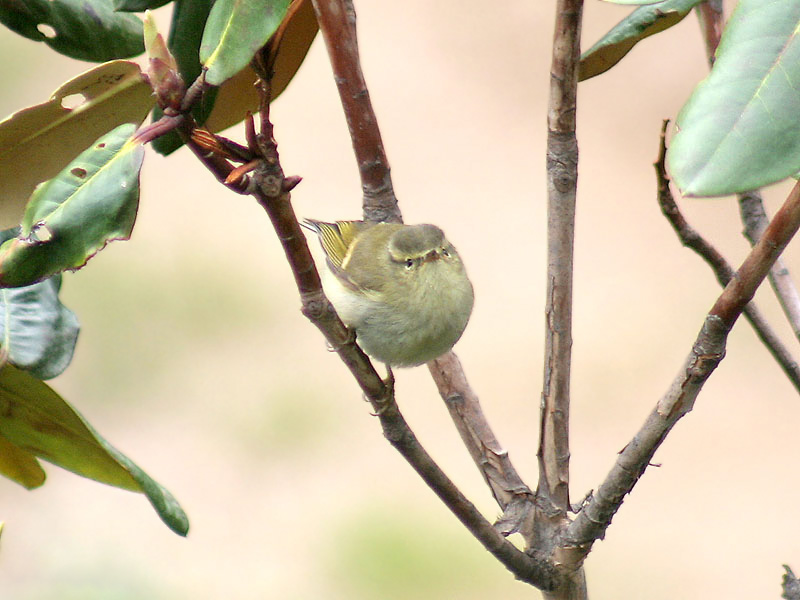
Himácsal Prades, India

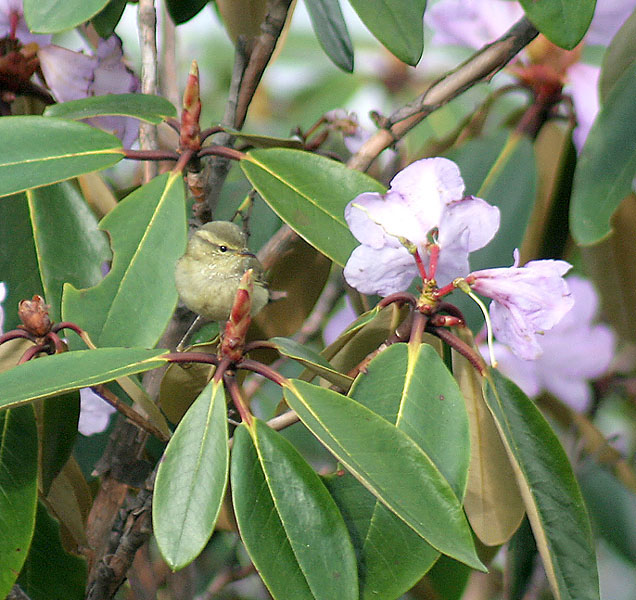
Himácsal Prades, India

A himalájai füzike (Phylloscopus humei) a madarak (Aves) osztályába, a verébalakúak (Passeriformes) rendjébe és a füzikefélék (Phylloscopidae) családjába tartozó faj.
Korábban az óvilági poszátafélék családjába tartozott.
1994 óta tekintik külön fajnak, ekkor választották el a vándorfüzikétől (Phylloscopus inornatus), morfológiai (Shirihai & Madge, 1993), bioakusztikai (Alström & Olsson, 1988; Irwin et al., 2001) és molekuláris (Irwin et al., 2001) jellemzők alapján.
A madár latin nevét Allan Octavian Hume-ról kapta.

## Előfordulása
Közép-Ázsia hegyeiben tenyészik, a Hindukustól és a Karakorumtól északra és keletre a kínai Tien-sanig és a mongol Altáji-hegységig. Allopatrikus alfaja, a P. mandelli a kelet-tibeti fennsíkon él (Alström 2006). Költöző madár, a teleket főként Indiában tölti.
Gyakran előfordul a hegyi erdőkben, egészen 3500 méteres magasságig.
A kisméretű madár októberben még Nyugat-Európában is fellelhető, annak ellenére, hogy több mint 3000 km-re van eredeti élőhelyétől. Késő ősszel és télen ritkán megfigyelhető Nagy-Britanniában is.
Magyarországi előfordulását 2007-ben sikerült bizonyítani, amikor november 12-én Szegeden észlelték egy példányát, melyet november 15-én Domján András meg is gyűrűzött. Utoljára 2008. január 1-jén látták az országban. Azóta 2009. november 12-én újra sikerült Magyarországon megfigyelni és lefotózni a madarat, Berekfürdő községben.

## Alfajai
- P. h. humei (W. E. Brooks, 1878) – költési területe délközép-Oroszország, nyugat-Mongólia, északkelet és kelet-Kazahsztán, északnyugat-Kínától északkelet-Afganisztánon keresztül dél-Bhutánig, télen észak-Pakisztántól Bangladesen keresztül dél-Kínáig;
- P. h. mandellii (W. E. Brooks, 1879) – költési területe közép-Kína, télen dél-Kína, északkelet-Indiától kelet-Thaiföldig.

## Megjelenése
Az egyik legkisebb méretű füzike, testhossza 9-12 centiméter, tollazata a többi füzikeféléhez hasonlóan hátán és szárnyain zöldes, a hasán világos. Nagyban hasonlít a vándorfüzikéhez, közös vonásuk a hosszú szem feletti csík, a fejfedő és a jól látható harmadrendű evezők. Feltűnő szárnycsíkja azonban csak egy van, egy második halványabban kivehető, színei pedig tompábbak a vándorfüzikéénél. Lábai és csőrkávája sötét.
Friss tollazatban a P. humei fejteteje kevésbé zöld árnyalatú (gyakran tompább szürkés), háta világosabb zöld és barnásszürke. A felső szárnycsík eléggé rövid és határozatlan, a világos csúcsok az inornatusszal összehasonlítva általában kevésbé fehéresek, inkább olívbarnás árnyalatúak. Kopott és kifakult nyári tollazat esetén annyira hasonlíthat az inornatushoz, hogy ez alapján el sem lehet különíteni őket. Csiripelése zümmögő, magas hangfekvésű. A vándorfüzikétől legjobban két szótagú csiripelése különbözteti meg. Költési időn kívül erőteljes fütyülő „dszuit” vagy kéttagú enyhén mélyülő „dszíuó” hangot hallat. Éneke elnyújtott.
Élőhelyük a Szaján-hegység nyugati vidékén átfedést mutat (Ernst, 1996), de a két faj nem keveredik egymással (Irwin et al., 2001). A két faj a becslések alapján körülbelül 2,5 millió éve, a P. h. humei és a P. h. mandelli körülbelül 1 millió évvel ezelőtt vált el egymástól (Irwin et al., 2001).

## Életmódja
A legtöbb füzikefélékhez hasonlóan rovarevő. A madár nem fél az embertől, de lombközeli életstílusa miatt megfigyelni nehéz. Állandóan mozgásban van.

## Szaporodása
Fészkét a talajon építi.